# Trochomorpha nigritella
Trochomorpha nigritella é uma espécie de gastrópode  da família Zonitidae.
É endémica da Micronésia.